# Cabera quadrilineata
Cabera quadrilineata là một loài bướm đêm trong họ Geometridae.